# Xuxa Gêmeas
Xuxa Gêmeas é um filme brasileiro de comédia romântica, lançado em 2006, estrelado pela atriz e apresentadora Xuxa Meneghel. O roteiro é de Flávio de Souza, Jorge Fernando, Patrícya Travassos, com direção de Jorge Fernando. A produção ficou a cargo da Globo Filmes, Diler & Associados e Xuxa Produções, enquanto a distribuição foi realizada pela 20th Century Fox e Warner Bros. Pictures. Este filme marca a última colaboração de Xuxa com o produtor Diler Trindade. O filme também com a participação de Ivete Sangalo, Murilo Rosa, Maria Clara Gueiros, Maria Mariana Azevedo, Eike Duarte, Ary Fontoura, Fabiana Karla e Thiago Martins.
A trama gira em torno de duas irmãs gêmeas idênticas, separadas ao nascer. Trinta anos depois, Elizabeth (também interpretada por Xuxa) é a presidente da indústria gráfica da família, enquanto sua irmã Mel (também interpretada por Xuxa) dirige uma escola de artes cênicas que desenvolve projetos sociais em uma favela. As vidas das irmãs se entrelaçam quando Elizabeth decide suspender o patrocínio da empresa à escola de Mel, que, apesar das dificuldades, continua a lutar. Para intensificar a narrativa, um diamante acaba, por engano, nas mãos de Mel.
A ideia para o filme começou em 1989, quando Xuxa Meneghel iniciou o desenvolvimento de um roteiro que contaria a história de duas irmãs gêmeas, com a intenção de rodá-lo no México sob a assinatura de George Lucas, em uma co-produção com um orçamento de US$ 1,2 milhão. No entanto, o projeto não se concretizou devido a compromissos internacionais da apresentadora na época. Em 2006, Xuxa decidiu reviver a ideia.
O filme recebeu críticas negativas de especialistas em cinema, mas alcançou um bom desempenho entre o público, atraindo mais de 1.007.490 espectadores, tornando-se o último filme de Xuxa a superar a marca de 1 milhão de entradas nas bilheteiras. A arrecadação bruta do filme foi de R$ 5.801.734.

## Enredo
Um casal de ricos empresários, proprietários do maior diamante do mundo, tem duas filhas gêmeas: Margareth e Elizabeth. Porém quando as duas eram bebês, o motorista parou o carro para a babá dar mamadeira à Elizabeth, e Margareth acabou fugindo. Engatinhando, ela foi até o saco de roupas sujas de uma trupe circense e foi "embalada" e colocada dentro de um caminhão.Posteriormente,a criança é achada pela família e é batizada como Mel.
Passados 36 anos, Elizabeth se tornou uma pessoa rica e amarga, e dirige o jornal da família, O Dourado, e Mel se torna uma pessoa doce e pobre e dirige com a ajuda da melhor amiga a professora Alice, a falida escola de artes cênicas Estrelas do Amanhã, que ensina crianças e adolescentes carentes da periferia do Rio de Janeiro a se tornarem grandes artistas da música, dança e teatro.
As gêmeas se reencontrarão quando Elizabeth nega patrocinar a escola "Estrelas do Amanha" e Mel irá visitar o escritório do jornal numa tentativa de reverter a situação.Todos empregados acham que Mel é a megera Elizabeth.Ao mesmo tempo que esta se desespera ao descobrir que a sua herança (um diamante) estava dentro de um lustre que ela havia vendido. A situação irá piorar quando este segredo foi descoberto por uma dupla de empregados: A enfermeira e o mordomo,juntamente a estes dois o segredo foi descoberto foi Jennifer,a secretária pessoal de Elizabeth.Sem conhecimento da história, Mel (Margareth) e sua turma, compram o lustre (sem saber do diamante) para uma apresentação no circo de Beto Carrero, o que é o mote para a situação do filme se desenrolar.

## Elenco
- Xuxa Meneghel como Elizabeth Dourado / Mel Monthiel (Margareth Dourado)
- Ivete Sangalo como Alice / ela mesma
- Murilo Rosa como Ivan
- Maria Clara Gueiros como Jennifer Smith McCartney da Silva
- Luís Salém como o mordomo
- Fabiana Karla como a enfermeira
- Eike Duarte como Byte
- Maria Mariana Azevedo como Poodle
- Thiago Martins como Tigre
- Ary Fontoura como o Dr. Julio César Dourado
- Márcia Cabrita como Diana
- Leandro Hassum como Zé Mané
- Marcius Melhem como Manézinho
- Emiliano Queiroz como Seu Constantino
- Patrícya Travassos como a recepcionista
- Beto Carrero como ele mesmo
- Jorge Fernando como o palhaço-mor
- Jorge de Sá como o mestre de cerimônias
- Marcelo Barros como tio do Tigre
- Ana Paula Guimarães como a mãe que briga na rua
- Josie Antello como a funcionária
- Ricardo Duque como o chefe de segurança
- Afroreggae como alguns integrantes do Grupo de Música Estrelas do Amanhã
- Nós do Morro como outros integrantes do Grupo de Música Estrelas do Amanhã
- Hilda Rebello como a senhora na platéia (não creditada)

## Produção

### Antecedentes
Em dezembro de 1990, Xuxa alcançou o auge de sua carreira com o sucesso comercial de Lua de Cristal (1990) nos cinemas. Internacionalmente, após a recepção positiva de seu primeiro álbum em espanhol, Xuxa 1 (1989), a apresentadora recebeu um convite para lançar a versão argentina de seu programa de TV, que estava prestes a ser estreado. Após um intenso período de trabalho, no início de 1991, Xuxa planejava tirar férias e, ao mesmo tempo, filmar uma nova produção no México, cujo roteiro abordaria a história de duas irmãs gêmeas.
A expectativa do produtor Diler Trindade era que o filme atraísse um público semelhante ao de Lua de Cristal no Brasil e alcançasse 8 milhões de espectadores no México. O longa-metragem seria assinado pelo cineasta estadunidense George Lucas, que utilizaria tecnologia desenvolvida por sua empresa, a Industrial Light & Magic, para criar a interação entre as gêmeas. O orçamento da produção estava estimado em US$ 1,2 milhão (equivalente a vários milhões de cruzeiros na época).
O elenco inicial contaria com o cantor mexicano Emmanuel e outro ator brasileiro ainda não definido. O primeiro nome cogitado foi o de Fábio Júnior, mas ele acabou recusando a proposta, pois não conseguiria conciliar as gravações com a preparação para seu novo álbum. Outro nome considerado foi o do ator e cantor Maurício Mattar. No entanto, devido à dedicação de Xuxa aos seus programas de televisão, El show de Xuxa e Xuxa Park (na Argentina e na Espanha, respectivamente), o projeto acabou sendo adiado.

### Pré-produção
O ano de 2006 foi marcante na carreira de Xuxa, que comemorou 20 anos na TV Globo. O projeto que havia sido abandonado em 1991 foi retomado, embora a ideia de um filme para o mercado internacional tenha sido descartada. No dia 4 de maio de 2006, Xuxa participou do programa Domingão do Faustão para lançar diversos projetos, incluindo o DVD Xuxa, o Show - ao Vivo, além de anunciar o novo filme. Durante o programa, foi divulgado um concurso, idealizado pelo diretor Jayme Praça e pela produção de Xuxa, para escolher uma sósia da artista. As candidatas precisavam ter entre 18 e 35 anos, e a vencedora atuaria com Xuxa, especialmente nas cenas em que as irmãs gêmeas se confrontam. O concurso foi promovido diariamente no programa TV Xuxa e na coluna da apresentadora no jornal carioca Extra. A final ocorreu em 27 de agosto de 2006, e Isabele Fintelman foi a vencedora.
Com um orçamento de R$ 5,2 milhões, o desenvolvimento do filme surgiu de um questionamento do diretor Jorge Fernando: "O que eu poderia propor de diferente para a Xuxa? O que ela nunca fez? Uma vilã. Como conciliar a imagem de Xuxa com uma vilã?" Ele explicou. Xuxa comentou sobre o desafio de interpretar um antagonista: "Em todas as personagens que fiz, me diziam: 'empresta algo de você para ela'. Era mais fácil, mas [em 'Gêmeas'] eu não tinha nada para emprestar para Elisabeth. Ela é perua, barraqueira. Como iria buscar algo para alguém que quer matar um membro da família por dinheiro? Queria ir embora no primeiro dia de gravação".
Para interpretar a personagem Elizabeth, Xuxa precisou fazer um trabalho de preparação, algo que não havia feito em seus filmes anteriores. "Entrei em pânico. Na primeira vez que fui a Elizabeth, não sabia como posicionar as mãos ou como falar. Fazer Mel, a boa irmã, foi fácil. Não precisei mudar nada. Emprestei coisas minhas a Mel e assumi aspectos dela de forma natural. Já o figurino da Elizabeth... Nada servia para mim. Tive que interpretar uma pessoa metida, usar unhas postiças e falar com uma voz que não era a minha. Sofri bastante".
O diretor expressou satisfação com a atuação da protagonista na tela, mas Xuxa revelou que não guarda boas recordações do trabalho: "Eu, que não sabia nem fazer um papel direito, fiz dois. Foi difícil". Patrícya Travassos, co-roteirista do filme ao lado de Flávio de Souza, mencionou que O Diabo Veste Prada foi uma referência para a criação da personagem Elizabeth. Embora não tivesse visto o filme até aquele momento, Patrícya leu o livro e encontrou elementos comuns entre Elizabeth, dona do jornal O Dourado, e Miranda, do filme.
Xuxa destacou que a intenção do filme era transmitir mensagens positivas ao público: "É uma comédia para todo tipo de pessoa, idade e classe social. Um filme que fala de amor e tenta mostrar que o dinheiro não é responsável pela felicidade". A temática da comunidade do Morro Tavares Bastos, no Rio de Janeiro, onde é desenvolvido o projeto Estrelas do Amanhã, também foi elogiada pelo elenco. O projeto envolve jovens que usam a música para expressar suas ideias. Thiago Martins, um dos atores, comentou: “O interessante é que o filme mostra a favela em seu lado positivo, diferente do estereótipo que a sociedade está acostumada a ver na TV: o menino sujo e marginal".
Murilo Rosa, que interpretou o mágico Ivan, também elogiou Xuxa: "Ela é incrível! Nós nos entendemos muito bem, e a química deu certo. Foram 28 dias de muita diversão e aprendizado. Fico muito feliz em fazer parte deste filme dedicado às crianças." O elenco contou ainda com comediantes como Leandro Hassum (Zé Mané), Marcius Melhem (Manézinho), Fabiana Karla (enfermeira) e Maria Clara Gueiros (Jennifer) ― os veteranos Ary Fontoura, Emiliano Queiroz e os jovens atores Eike Duarte (Byte) e Maria Mariana Azevedo (Poodle). A cantora Ivete Sangalo fez sua estreia como atriz no cinema, participando do filme como Alice, a grande amiga de Mel.

### Filmagens
As filmagens foram realizadas em setembro de 2006. As primeiras cenas foram filmadas no dia 10 de setembro de 2006, no parque gráfico do jornal O Globo, que simula a sede do jornal fictício "O Dourado". Outra locação do filme foi uma favela no Rio de Janeiro chamada Tavares Bastos. Todas as cenas externas, realizadas na comunidade, foram filmadas de uma só vez em 19 de setembro de 2006. Devido ao intenso trabalho, tanto Xuxa quanto Ivete Sangalo não conseguiram conversar com a imprensa naquele dia. Muitos moradores da comunidade se aglomeraram para ver os artistas. Também foram filmadas cenas no circo do Beto Carrero World e no Museu do Primeiro Reinado, onde alguns recintos foram usados para representar a mansão da família Dourado.

### Música
A trilha sonora contém apenas duas músicas: "Solidão", cantada por Xuxa interpretando suas duas personagens do filme, e "Coisas Maravilhosas", interpretada por Ivete Sangalo durante os créditos finais. As trilhas instrumentais foram compostas por Ary Sperling.

## Lançamento

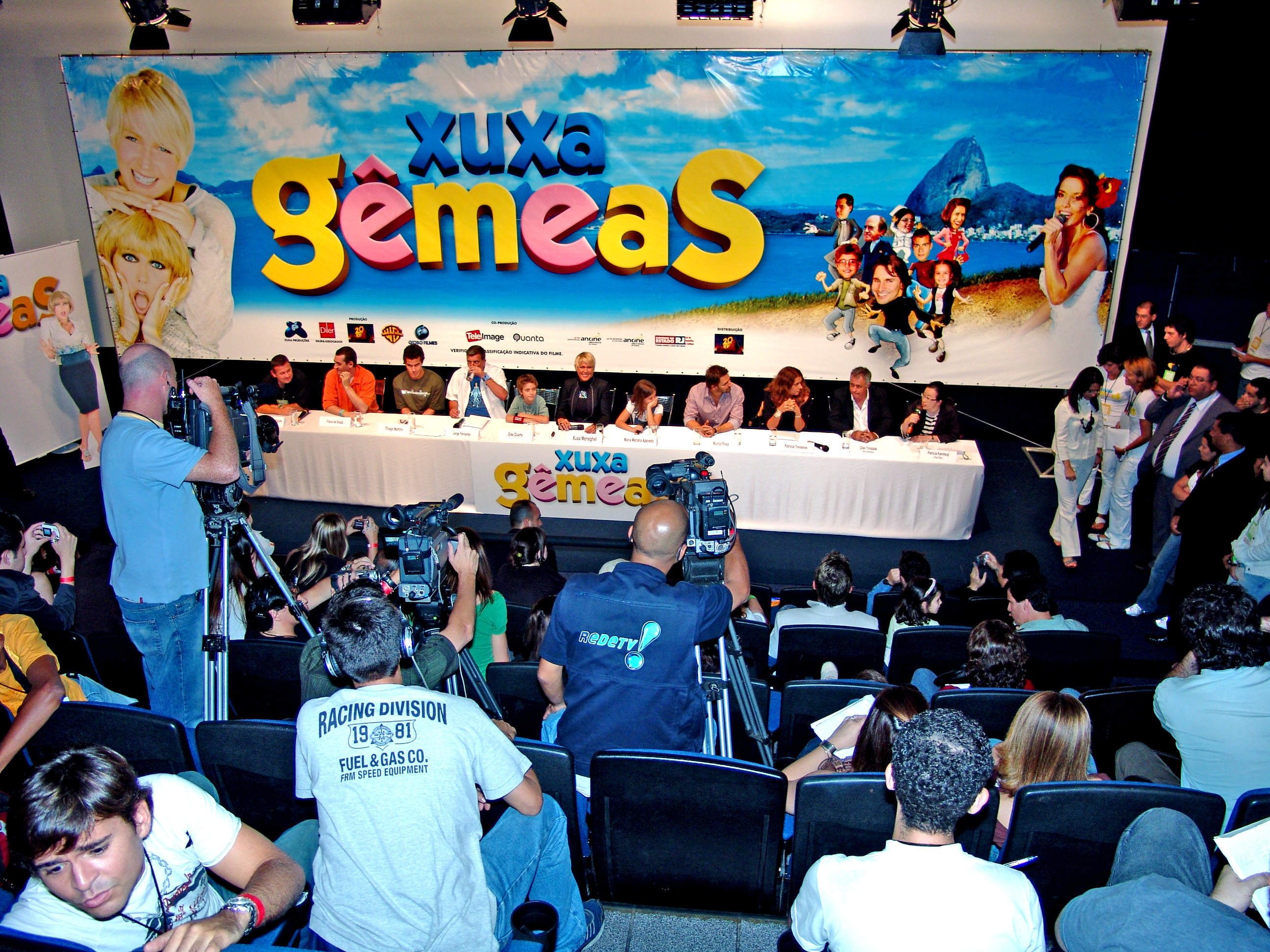
Coletiva de imprensa do filme Xuxa Gêmeas

O filme teve duas pré-estreias. A primeira ocorreu em São Paulo, no dia 9 de dezembro, no Shopping Jardim Sul; a segunda foi no Rio de Janeiro, no dia 13 de dezembro, no cinema UCI Barra. O filme estreou em 15 de dezembro de 2006 em 300 salas de cinema no Brasil.

### Home vídeo
"Xuxa Gêmeas" levou quase um ano para ser lançado em DVD. Somente a partir de 21 de novembro de 2007, o DVD foi colocado à venda no varejo. Para as locadoras de vídeo, a espera foi um pouco menor, cerca de quatro meses antes. O DVD incluía como brinde um passaporte adulto para o parque O Mundo da Xuxa, que na época era operado na cidade de São Paulo.

### Exibição no Japão
O filme foi exibido no Japão no Festival de Intercâmbio Cultural Japão-Brasil que acorreu entre os dias 3 e 4 de maio em 2008, com direito ao longa legendado em japonês.

## Recepção
"Geralmente, gasto entre duas e quatro horas para escrever uma crítica. [...] Como a Xuxa não deve ter gastado muito mais do que meia hora para imaginar o seu novo filme de verão, é este espaço do meu dia que vou dedicar a Xuxa Gêmeas. E tá mais que bom! Principalmente porque já perdi quase três horas entre ir até o cinema, sofrer na sala de exibição e voltar pra casa."

—  Marcelo Forlani, Omelete.
A audiência do AdoroCinema atribuiu três estrelas de cinco ao filme, com uma nota de 3,1 pontos.  Já os usuários do IMDb deram ao filme uma classificação de 2,1 pontos e uma estrela.

### Críticas
A recepção pela crítica especializada foi negativa. Angélica Bito, do Cineclick, deu ao filme meia estrela, criticando o roteiro por ser "previsível e vergonhoso na maior parte do tempo", embora destacasse que tinha mensagens educativas. Ela também observou que a produção apostou na cantora Ivete Sangalo como atriz, afirmando que isso "não é o pior". No entanto, elogiou a atuação de Maria Clara Gueiros, que "é a personagem mais engraçada (ou melhor, a única que consegue fazer rir) como a secretária de Elizabeth, Jennifer". Bito elogiou ainda a performance de Xuxa, afirmando que a produção exigiu mais dela em termos de interpretação e que "não decepcionou". Ela ressaltou que "não há duendes nem deusas vikings", tornando a produção mais "palatável".
Andy Malafaya, escrevendo para o Cineplayers, deu nota zero ao filme, afirmando que "assistir a uma Xuxa já é desprazer dos grandes, imagine duas!". Ele criticou a forma como as favelas do Rio de Janeiro foram retratadas, mencionando uma distorção da realidade que poderia enganar as crianças. Malafaya também considerou as atuações do elenco abaixo do nível aceitável, mas elogiou o desempenho de Xuxa, que "faz bem o papel da mocinha de bom coração".
Amanda Pontes, do Cinema com Rapadura, deu nota 3 ao filme, não recomendando-o, afirmando que "se você já assistiu a algum dos clássicos 'filmes da Xuxa', não irá se surpreender com essa nova produção". Diego Benevides, também do Cinema com Rapadura, avaliou negativamente a produção, descrevendo-a como "patética, totalmente mal acabada e descartável".
Um crítico do Cineweb comentou que os fãs de Xuxa que se sentiram desapontados com sua aparição reduzida em Xuxinha e Guto contra os Monstros do Espaço (2005) poderiam se alegrar com Xuxa Gêmeas, onde ela aparece em dose dupla. Marcelo Forlani, do Omelete, afirmou que "duas Xuxas" eram ainda piores do que uma só. Laura Mattos, da Folha de S.Paulo, considerou Xuxa Gêmeas um avanço na carreira cinematográfica de Xuxa, destacando que ela finalmente havia abandonado as fábulas capengas.

### Bilheteria
De acordo com dados da Agência Nacional do Cinema, Xuxa Gêmeas foi assistido por 1.007.490 espectadores.  Na época, esse foi o público mais baixo entre os filmes estrelados por Xuxa, sem considerar Xuxinha e Guto contra os Monstros do Espaço (2005), que teve 596.218 espectadores. Apesar da bilheteira abaixo do esperado, Xuxa superou seu concorrente nacional, O Cavaleiro Didi e a Princesa Lili, que registrou 742.340 espectadores. Mesmo assim, Xuxa Gêmeas foi o segundo filme nacional de maior bilheteira em 2007, perdendo para ''A Grande Família: O Filme, que atraiu 2 milhões de espectadores. O filme arrecadou R$ 5.801.734 nas bilheteiras.